# El precio de un hombre
El precio de un hombre es una película del año 1966 dirigida por el cineasta español Eugenio Martín y protagonizada por Tomás Milián y Richard Wyler. Está enmarcada dentro del subgénero del spaghetti western. Es una película bastante interesante con un argumento bien llevado.

## Argumento
José Gómez (Tomás Milián), un forajido a la fuga, regresa a su ciudad natal perseguido por un cazador de recompensas: Luke Chilson (Richard Wyler). Los habitantes de la pequeña comunidad protegerán a Gómez, desprevenido en un primer momento, ya que inmediatamente vuelve a convertirse en el hombre peligroso por el que se le conoce fuera de esas tierras. Poco a poco crece la desconfianza entre sus conciudadanos, por lo que estos se ponen de parte del cazarrecompensas.

## Curiosidades
- Esta película fue alabada en su momento incluso por la crítica extranjera de Europa y EE. UU., donde se comercializó bajo el nombre de "The Bounty Killer".
- Es una de las 20 películas seleccionadas por Quentin Tarantino en su listado de mejores westerns.[1]